# Annavaram

Annavaram é uma vila no distrito de Godavari Oriental, no estado indiano de Andhra Pradesh. 